# Желтоухий мохо
Желтоухий мохо, или молокайская оох (лат. Moho bishopi) — вымершая певчая птица семейства гавайских медососов, эндемик Гавайев. Ранее рассматривалась как представитель австрало-тихоокеанских медососов (Meliphagidae). Уолтер Ротшильд назвал этот вид в честь Чарльза Бишопа (англ. Charles Reed Bishop) — основателя музея в Гонолулу.

## Описание
Этот вид был открыт в 1892 году Генри Палмером, коллекционером птиц при дворе лорда Ротшильда. Длина желтоухого мохо составляла около 29 сантиметров. Хвост достигал 10 сантиметров в длину. Основное оперение было ярко — чёрным с жёлтыми хохолками около верхнечелюстных костей, под крыльями и хвостом. Их песня состояла из двух простых нот — тук-тук, которую можно было услышать за многие километры.

## Распространение
Она была эндемиком горных лесов в восточной части гавайского острова Молокаи и горы Олокаи. Известные субфоссилии костей были найдены на острове Мауи, в районе горы Олинда на высоте около 4500 метров над уровнем моря.

## Образ жизни
Мало что известно об образе жизни желтоухого мохо. Этот вид питался нектаром гавайских лобелиодов (англ. Hawaiian lobelioids).

## Вымирание
Причины вымирания птицы заключались в обезлесении, конкуренции со стороны интродуцированных видов, охоте местными племенами из-за большого спроса на жёлтые перья для создания дорогих накидок и болезнях, которые были занесены комарами. Последний раз птицу видел в 1904 году орнитолог Джордж Мунро. В 1915 году Мунро попытался подтвердить слухи о возможных встречах с птицей, но так и не нашёл её. В 1981 году произошло якобы повторное открытие вида на острове Мауи, однако оно не было подтверждено.

## Экспонаты
Сегодня эту птицу можно увидеть только среди чучел, рисунков, иллюстраций и шкур. Они находятся в Бремене, Кембридже, Гонолулу, Лондоне, на острове Молокаи, Нью-Йорке и Стокгольме.